# 五箇村 (島根県)
五箇村（ごかむら）は、かつて島根県の隠岐地方 (隠岐郡) に存在した村。隠岐諸島の島後の北西部にあった。

## 地理
厳しい環境に常に接しているので自主独立の気風の強い土地柄と言われている。
- 山：横尾山 (576.8m)、時張山 (521.6m)
- 河川：重栖川、小路川、郡川、山田川
- 島：竹島（韓国が実効支配）

## 歴史
- 1904年（明治37年）5月1日 - 島根県隠岐国ニ於ケル町村ノ制度ニ関スル件の施行に伴い、穏地郡那久路村・小路村・郡村・山田村・北方村・南方村・苗代田村・代村・久見村の区域をもって成立。
- 1939年（昭和14年）4月24日 - 竹島を編入。
- 1969年（昭和44年）4月1日 - 所属郡が穏地郡から隠岐郡に変更。
- 2004年（平成16年）10月1日 - 西郷町、布施村、都万村と新設合併して隠岐の島町が発足。同日五箇村廃止。

韓国に侵略された竹島は、1905年に正式に日本に編入されて島根県隠岐島司の所管となり、その後、行政区画としては1939年に五箇村議会が竹島を同村へ編入することを決議して以来、隠岐の島町発足までこの村の一部であった。

## 交通

### 道路
- 一般国道
  - 国道485号
- 県道
  - 島根県道44号西郷都万郡線

### 路線バス
- 隠岐一畑交通

## 名所・旧跡・観光スポット・祭事・催事
- 水若酢神社
- ローソク島
- 隠岐郷土館[1]
- 隠岐温泉GOKA
- 一夜嶽牛突大会 - 隠岐で年3回ある本場所の一つ。毎年10月13日開催。

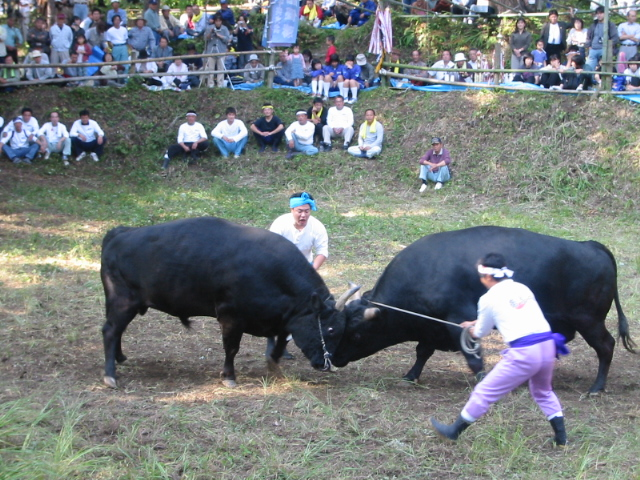
一夜嶽牛突大会